# سن الزواج في الولايات المتحدة

السن العام للزواج (بدون موافقة الوالدين أو المحكمة أو الاستثناءات الأخرى التي تؤخذ في الاعتبار)
18
19
21

سن الزواج في الولايات المتحدة على عكس معظم الدول الغربية، ورغم تحديد الولايات الـ 32  حدا أدنى منصوص عليه للزواج يتراوح ما بين 14 و 18 عامًا، لم تحدد الولايات المتحدة الأمريكية الثمانية عشرة حدا أدنى قانوني إلا إذا تم استيفاء شروط قانونية أخرى حيث يمكن للأفراد الذين تتراوح أعمارهم 18 سنة الزواج في الولايات الأمريكية باستثناء ولايتي نبراسكا (19 سنة) وميسيسيبي (21 سنة). بالإضافة إلى ذلك، تسمح جميع الولايات، باستثناء ولايتي ديلاوير ونيوجيرسي للقاصرين بالزواج في ظروف معينة، بناء على موافقة الوالدين أو الموافقة القضائية أو الحمل أو مزيج من هذه الحالات. فيما تسمح معظم الولايات للأفراد البالغين 16 و 17 سنة بالزواج بموافقة الوالدين فقط كما يمكن في معظم الولايات زواج الأطفال تحت سن 16 عامًا أيضًا.
وعلى الرغم من غياب تشريع قانوني للحد الأدنى لسن للزواج، فإن عرف القانون العام حدد الحد الأدنى التقليدي في هذه الولايات في 14 سنة للبنين و 12 سنة للبنات والذي تم تأكيده من قبل السوابق القضائية في بعض الولايات.
على مدار الخمسة عشر عامًا الماضية، تزوج أكثر من 200000 قاصرا في الولايات المتحدة، وتزوجت فتيات تينيسي في سن العاشرة في عام 2001، قبل أن تحدد الولاية في النهاية سن 17 عامًا كحد أدنى في عام 2018.
| الولاية / المنطقة       | السن الأدنى                                            | السن الأدنى | ملاحظات |
| الولاية / المنطقة       | السن القانونية عندما تؤخذ جميع الاستثناءات في الاعتبار | السن العام  | ملاحظات |
| ----------------------- | ------------------------------------------------------ | ----------- | --- |
| ألاباما                 | 16                                                     | 18          | |
| ألاسكا                  | 14                                                     | 18          | |
| أريزونا                 | 16                                                     | 18          | منذ عام 2018 ، الحد الأدنى للسن الزواج يستوجب موافقة قاضي المحكمة العليا وموافقة الوالدين هو 16 عامًا. |
| أركنساس                 | لا يوجد                                                | 18          | |
| كاليفورنيا              | لا يوجد                                                | 18          | لا يوجد حد أدنى لسن الزواج لذلك وجب موافقة قاضي محكمة عليا وموافقة الوالدين. |
| كولورادو                | لا يوجد                                                | 18          | لا يوجد حد أدنى لسن الزواج لذلك تستوجب موافقة قضائية وموافقة الوالدين. |
| كونيتيكت                | 16                                                     | 18          | منذ عام 2017، الحد الأدنى للزواج هو 16 مع موافقة الوالدين والقضاء. |
| ديلاوير                 | 18                                                     | 18          | منذ مايو 2018، تم التوقيع على قانون حظر زواج أطفال ولاية ديلاوير ودخل حيز التطبيق على الفور ليصبح الحد الأدنى لسن 18 سنة دون استثناء. |
| واشنطن العاصمة          | 16                                                     | 18          | |
| فلوريدا                 | 17                                                     | 18          | منذ الأول من يوليو 2018، يحتاج الأطفال البالغون من العمر 17 عامًا إلى موافقة كل من الوالدين والقضاء، وقد لا يتزوجون أي شخص يزيد عمره عن عامين.                                                                                            |
| جورجيا (ولاية أمريكية)  | 16                                                     | 18          | |
| هاواي                   | 15                                                     | 18          | 15 سنة مع موافقة الوالدين أو القضاء. |
| أيداهو                  | لا يوجد                                                | 18          | |
| إلينوي                  | 16                                                     | 18          | |
| إنديانا                 | 15                                                     | 18          | 15 سنة في حالة الحمل مع موافقة كل من الوالدين والقضاء. |
| آيوا                    | 16                                                     | 18          | |
| كانساس                  | 15                                                     | 18          | |
| كنتاكي                  | 17                                                     | 18          | منذ عام 2018، يحتاج الأطفال في سن 17 عامًا إلى موافقة قضائية. |
| لويزيانا                | لا يوجد                                                | 18          | |
| مين                     | لا يوجد                                                | 18          | |
| ماريلند                 | 15                                                     | 18          | |
| ماساتشوستس              | لا يوجد                                                | 18          | يمكن أن تكون الموافقة قضائية فقط، ولكنها في العادة من الوالدين والقضاء. في غياب أي حد أدنى لسن الزواج القانوني، هناك رأي واحد مفاده أن الحد الأدنى للسن القانوني التقليدي البالغ 12 سنة بالنسبة للفتيات و 14 للبنين قد يظل ساري المفعول. |
| ميشيغان[بحاجة لمصدر]    | لا يوجد                                                | 18          | 16 بموافقة الوالدين |
| مينيسوتا                | 16                                                     | 18          | |
| مسيسيبي                 | لا يوجد                                                | 21          | يمكن للإناث من 15 إلى 21 والرجال من 17 إلى 21 الزواج بموافقة الوالدين فقط |
| ميزوري                  | 16                                                     | 18          | في يوليو 2018 تم توقيع مشروع قانون اقترحه حاكم ولاية ميزوري، لتطبيق حد أدنى للزواج يبلغ 16 عامًا وحظر الأشخاص الذين تزيد أعمارهم عن 21 عامًا على الزواج من أشخاص تقل أعمارهم عن 18 عامًا. جرى سريان القانون في 28 غشت 2018.                 |
| مونتانا                 | 16                                                     | 18          | |
| نبراسكا                 | 17                                                     | 19          | |
| نيفادا                  | لايوجد                                                 | 18          | |
| نيوهامبشير              | 16 (بدءًا من 1 يناير 2019)                              | 18          | في عام 2018، تم تحديد الحد الأدنى لسن الزواج في 16 عامًا (بدءًا من 1 يناير 2019). |
| نيوجيرسي                | 18                                                     | 18          | منذ يونيو 2018، تم توقيع قانون حظر زواج أطفال ولاية نيوجيرسي وأصبح القانون ساري المفعول على الفور لتطبيق حد أدنى واضح لسن الزواج هو 18 بدون استثناء.                                                                                     |
| نيومكسيكو               | لايوجد                                                 | 18          | |
| نيويورك (ولاية)         | 17                                                     | 18          | منذ عام 2017، الحد الأدنى لسن الزواج هو 17 سنة مع موافقة الوالدين والقضاء. |
| كارولاينا الشمالية      | 14                                                     | 18          | |
| داكوتا الشمالية         | 16                                                     | 18          | 16 مع موافقة الوالدين. |
| أوهايو                  | لا يوجد                                                | 18          | 18 سنة للذكور وبغض النظر عن موافقة الوالدين. 16 للإناث مع موافقة الوالدين، 18 للإناث دون موافقة الوالدين. |
| أوكلاهوما               | لايوجد                                                 | 18          | |
| أوريغون                 | 17                                                     | 18          | يجب أن يرفق موافقة الوالد أو الوصي بمقدم الطلب عند التقدم بطلب للحصول على رخصة الزواج. |
| بنسيلفانيا[بحاجة لمصدر] | لايوجد                                                 | 18          | تحت 16 سنة إذا قرر قاضي محكمة الأيتام أن ذلك يحقق مصلحة مقدم الطلب يأذن بإصدار الترخيص." |
| بورتوريكو               | 18 (رجال), 16 (نساء)                                   | 21          | بورتوريكو هي أراضي تابعة للولايات المتحدة، وشعبها أمريكيون. |
| رود آيلاند              | لايوجد                                                 | 18          | |
| كارولاينا الجنوبية      | 16/لايوجد (تضارب القوانين)                             | 18          | سن الزواج الأدنى هو 16 سنة بموافقة الوالدين، ولكن هناك جدل بشأن تفسير القانون، وهو ما يعتبره بعض القضاة السماح بالزواج دون تحديد سن في حالة الحمل.                                                                                       |
| داكوتا الجنوبية         | 16                                                     | 18          | |
| تينيسي                  | 17                                                     | 18          | في عام 2018، تم تحديد الحد الأدنى لسن الزواج في 17 سنة ولا يمكن لأي قاصر أن يتزوج شخصًا يزيد عمره عن 4 سنوات. |
| تكساس                   | 16                                                     | 18          | منذ عام 2017، أصبح الحد الأدنى لسن الزواج هو 18 عامًا، ومع ذلك، فإن القاصرين الذين تتراوح أعمارهم بين 16 و 17 عامًا لديهم إعفاء للزواج. |
| يوتا                    | 15                                                     | 18          | 15 مع موافقة المحكمة وموافقة الوالدين. |
| فيرمونت                 | 16                                                     | 18          | |
| فرجينيا                 | 16                                                     | 18          | في عام 2016، حددت ولاية فرجينيا سن الزواج الأدنى هو 18 سنة؛ و16 مع موافقة المحكمة في حالات خاصة |
| واشنطن                  | لايوجد                                                 | 18          | يجوز التنازل عنها من قبل قاضي المحكمة العليا. |
| فيرجينيا الغربية        | لايوجد                                                 | 18          | لا يوجد حد أدنى وتبقى موافقة كل من الوالدين والقضاء ضرورية |
| ويسكونسن                | 16                                                     | 18          | |
| وايومنغ                 | لايوجد                                                 | 18          | |